# グルーデコ
グルーデコ（Gluedeco®）は、2液性のエポキシ系粘着パテ（グルー）を使い、スワロフスキー・クリスタルなどの装飾素材を自由に接着・成形してアクセサリーや雑貨を制作する手芸である。
2013年に一般社団法人日本グルーデコ協会（Japan Gluedeco Association, JGA）が設立され、全国に講師制度を整備。短時間で本格的な作品が作れる点や、初心者でも比較的簡単に扱えることから人気を集めている。
「グルーデコ®」は日本グルーデコ協会に使用が認められている登録商標であり、同協会が認定講師制度や講座を展開している。
この技法は山岡まさえによって提唱され、普及が進められてきた。

## 協会
グルーデコ®の普及と技術育成を目的として、2013年に一般社団法人日本グルーデコ協会（Japan Gluedeco Association, JGA）が設立された。  
協会は全国での講師育成・認定制度を展開し、2025年時点で累計約9,500名以上の認定講師を育成している（現在は活動を終了している講師も含む）。  
また、講座や展示会、イベントの開催を通じて、グルーデコの文化的な発展にも貢献している。

## 出版物
グルーデコに関連する技法や作品例を紹介した書籍には、次のものがある。
- 『はじめてのグルーデコ』、一般社団法人日本グルーデコ協会監修、永岡書店、2015年、ISBN 978-4522433904
- 『大人のグルーデコ・ジュエリー』、一般社団法人日本グルーデコ協会監修、河出書房新社、2019年、ISBN 978-4528022546
- 『グルーデコの世界 Gluedeco Artists Book』、一般社団法人日本グルーデコ協会監修、学研プラス、2017年、ISBN 978-4058004166
- 『サンリオキャラクターのグルーデコ®』、一般社団法人日本グルーデコ協会監修、世界文化社、2021年、ISBN 978-4780418286
- 『おうちでできるハイジュエリー感覚のグルーデコ Lesson Book』、本宮直美著、朝日新聞出版、2020年、ISBN 978-4023331860
- 『フレンチシックにつくるグルーデコ・ジュエリー』、木村弘子著、一般社団法人日本グルーデコ協会監修、日東書院本社、2016年、ISBN 978-4528021006
- 『魔法のグルーデコジュエリー＆アクセサリー』、西田真弓著、一般社団法人日本グルーデコ協会監修、辰巳出版、2019年、ISBN 978-4528022829
- 『大人ゴージャスなグルーデコ』、一般社団法人日本グルーデコ協会監修、日東書院本社、2015年、ISBN 978-4528019829
- 『DECORのグルーデコ・アクセサリー 予約のとれない自由が丘のサロン』、DECOR著、辰巳出版、2016年、ISBN 978-4777818372

## メディア紹介
2016年11月には、テレビ朝日系の教養番組『林修の今でしょ!講座』で「グルーデコ」が紹介された。